# Bellesa de Durrës
La Bellesa de Durrës és un mosaic policromàtic del segle iv aC, el més antic i important descobert a Albània. El mosaic, de 9 m², té forma el·líptica i mostra el cap d'una dona en un fons negre, envoltat per flors i altres elements florals. És considerat un dels mosaics més expressius del seu gènere.
El mosaic es va crear durant la segona meitat del segle iv aC a Durrës, llavors Epidamne, com a terra decoratiu d'uns banys privats luxosos. Es va descobrir el 1916 durant la Primera Guerra Mundial, quan Durrës era ocupada per les forces austrohongareses. Mentre l'exèrcit austrohongarès construïa fortificacions, els enginyers militars van trobar el mosaic. L'arqueòleg Camillo Praschniker va ocupar-se de la seva preservació. Després de la guerra, el mosaic va quedar cobert i perdut, fins que fou redescobert el 1947 per un arqueòleg de Durrës. A partir del 1959, l'obra va ser més coneguda en el món de la història de l'art. El 1982, el mosaic es va traslladar de Durrës al saló principal d'antiguitats del Museu Històric Nacional a Tirana, on encara es pot veure.
La bellesa de Durrës és feta amb còdols pintats sense treballar i es troba en bones condicions. A nivell estilístic, el mosaic s'assembla als mosaics del mateix període descoberts a Pel·la, a l'Antiga Macedònia. Hi ha almenys dues teories sobre el subjecte representat al mosaic. L'arqueòleg i historiador Dr. Moikom Zeqo considera que la dona és la mateixa que la pintada en arquetips d'àmfores a Apúlia i altres parts del sud d'Itàlia. Segons ell, representa la deessa cretenca Ilitia, deessa dels naixements, que ajudava en els parts d'infants. D'altra banda, el cap del Museu Arqueològic de Durrës, l'arqueòleg Dr. Afrim Hoti suggereix que el retrat és probablement la donzella Aura, companya de caça de la deessa Àrtemis.